# Масинг
Масинг (њем. Massing) град је у њемачкој савезној држави Баварска. Једно је од 31 општинског средишта округа Ротал-Ин. Према процјени из 2010. у граду је живјело 4.022 становника. Посједује регионалну шифру (AGS) 9277133.

## Географски и демографски подаци
Масинг се налази у савезној држави Баварска у округу Ротал-Ин. Град се налази на надморској висини од 428 метара. Површина општине износи 36,1 km². У самом граду је, према процјени из 2010. године, живјело 4.022 становника. Просјечна густина становништва износи 111 становника/km².